# Клязьма (Пушкино)

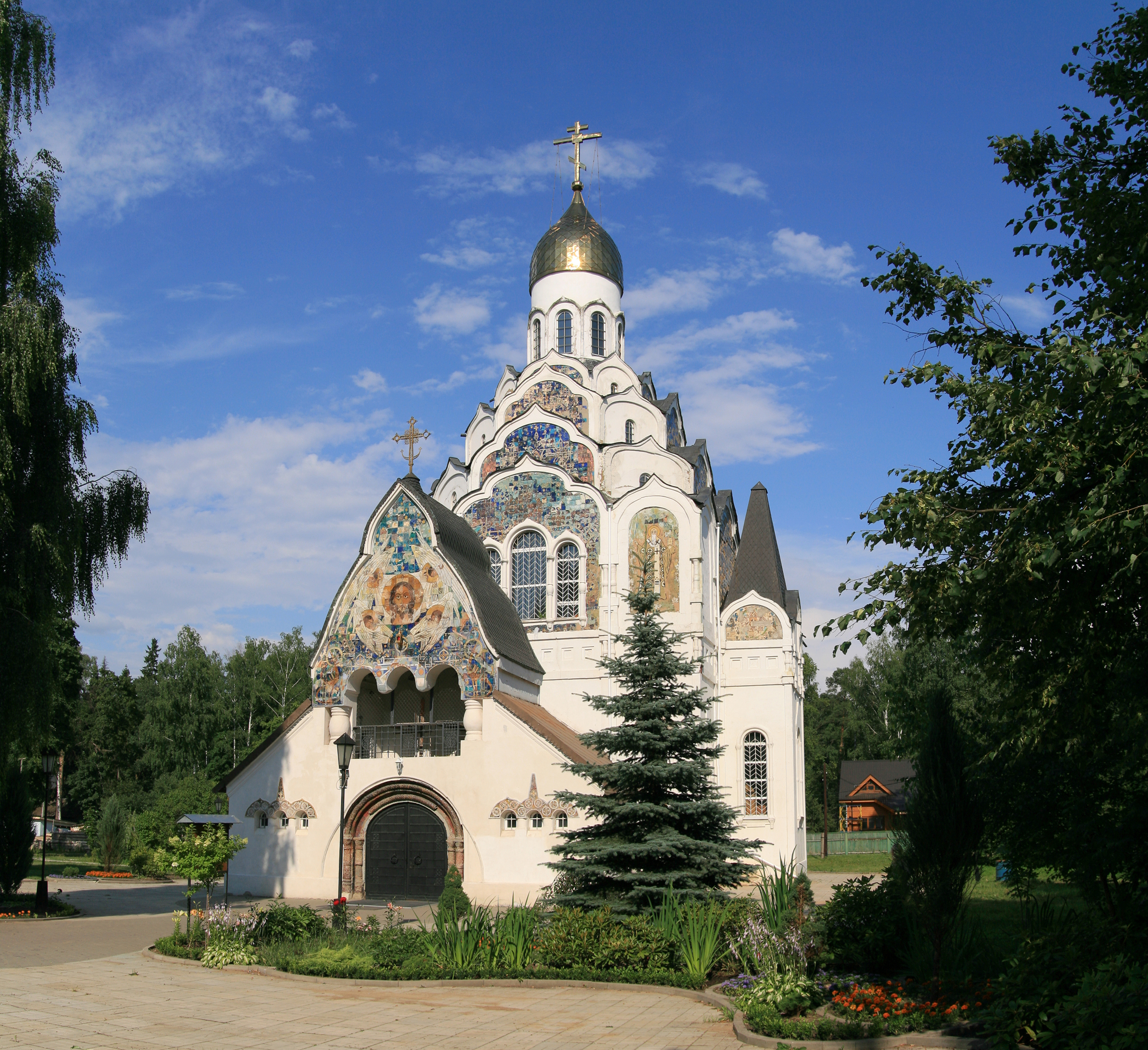
Церковь Спаса Нерукотворного Образа в Клязьме

Кля́зьма — микрорайон города Пушкино Московской области. До включения в 2003 году в черту города — дачный посёлок (посёлок городского типа) в Пушкинском районе Московской области.
Расположен к востоку от платформы Клязьма Ярославского направления МЖД.

## История
В 1843 году в ходе реформы управления государственными крестьянами П. Д. Киселёва на месте будущей дачной местности была создана образцовая усадьба, в которой поселили выпускников земледельческой школы Санкт-Петербурга (семьи Беловых, Гусевых, Ивановых и Шведовых). Поселение, разместившееся на 37 десятинах земли называлось «Хутором». Начало развитию дачного посёлка в этих местах было положено в 1898 году, когда здесь, в  27 километрах от Москвы близ реки Клязьма, была открыта платформа «Клязьма». В 1902 году было учреждено «Общество благоустройства дачной местности посёлка Клязьма» у платформы «Клязьма», приступившее к планировочным работам и разбивке участков под дачное строительство. В южной части посёлка в середине 1920-х гг. был основан ДСК Всесоюзного общества бывших политкаторжан и ссыльнопоселенцев.

## Расположение
Микрорайон Клязьма располагается в лесной зоне и граничит с микрорайонами «Мамонтовка» (на северо-западе), «Звягино» (на западе), «Кудринка» (на северо-востоке), а также с сельским поселением Тарасовское (на юге).

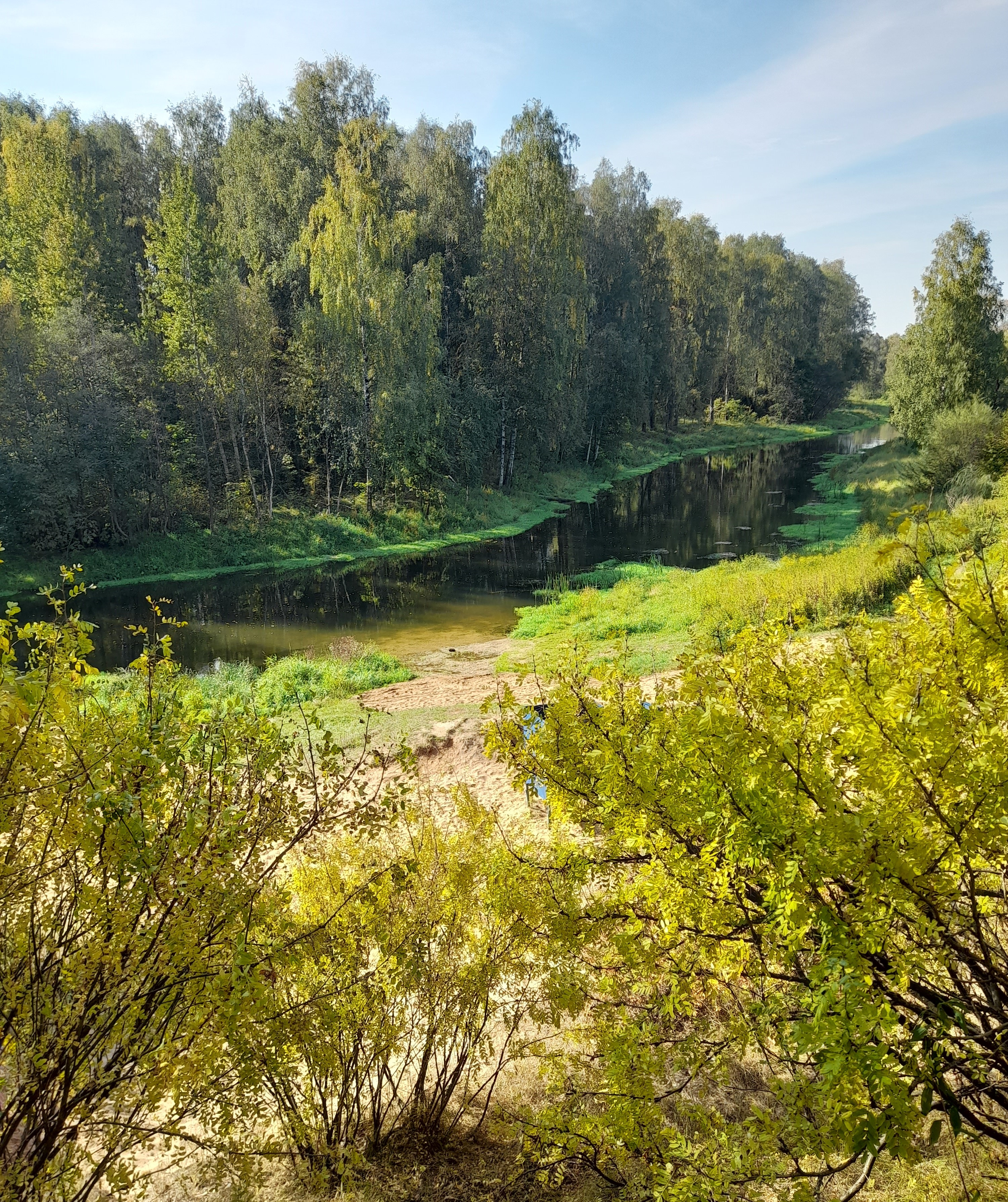
Вид на р. Клязьма

## Транспорт
- платформа Клязьма Ярославского направления МЖД
- маршрутное такси № 19 (контора Племсадпитомник – станция Пушкино)

## Население
| 1926 | 1939 | 1959  | 1989  | 2002  | 2004  | 2006  |
| ---- | ---- | ----- | ----- | ----- | ----- | ----- |
| 1500 | 9800 | 13100 | 13270 | 13468 | 15280 | 15824 |

## Известные жители
- Абрикосов, Алексей Иванович — русский предприниматель, фабрикант.
- Александренко, Иван Афанасьевич — русский купец и меценат, московский купец 1-й гильдии.
- Ардов, Виктор Ефимович — советский писатель-сатирик, драматург, сценарист, публицист и карикатурист.
- Артур Моро — советский эрзянский поэт.
- Гайдар, Аркадий Петрович — советский детский писатель, сценарист и прозаик, журналист, военный корреспондент.
- Ефимов, Борис Ефимович — советский художник.
- Ильф, Илья Арнольдович — советский писатель, драматург и сценарист, фотограф, журналист.
- Кассиль, Лев Абрамович — советский писатель, сценарист.
- Катаев, Валентин Петрович — советский писатель, поэт, киносценарист и драматург, журналист, военный корреспондент.
- Кольцов, Михаил Ефимович — советский писатель, журналист и общественный деятель.
- Лебедев-Кумач, Василий Иванович — советский поэт.
- Литвинов, Максим Максимович — советский революционер, дипломат и государственный деятель, народный комиссар иностранных дел СССР (1930—1939).
- Митяев, Анатолий Васильевич — советский и российский писатель.
- Петров, Евгений Петрович — советский писатель, сценарист и драматург, журналист, военный корреспондент.
- Шолохов, Михаил Александрович — советский писатель, журналист и киносценарист.

## Инфраструктура
На территории микрорайона расположены производственные учреждения, торговые учреждения, дом бытовых услуг, почтовое отделение. 
Магазины: Пятерочка, Магнит, Дикси, Вкусвилл
Пункты выдачи: Ozon, Яндекс Маркет, Wildberries

## Здравоохранение
- ГБУЗ МО МОБ им. проф. В. Н. Розанова, поликлиника № 4
- ФГБУЗ Детский кардиоревматологический санаторий «Клязьма»

## Образование
- ГБОУ школа № 1503 филиал санаторно-лесная школа № 3
- Детский сад № 64 «Мальвина»
- МБОУ СОШ № 7, корп. 2 г. Пушкино

## Достопримечательности

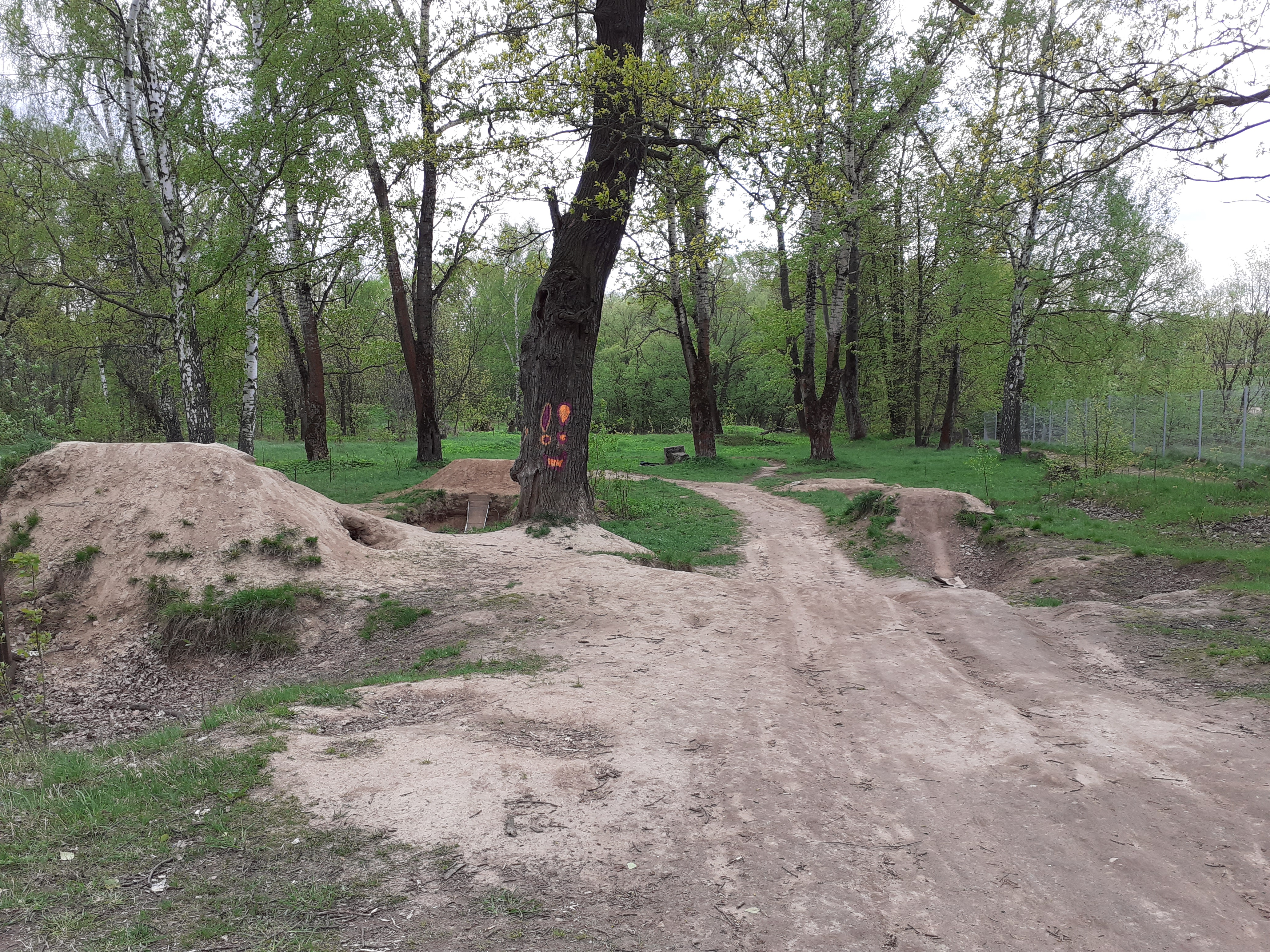
Курганный могильник кривичей, XII в.

- Деревянные дачи Абрикосовых, Геккеров, Леоновых, Максимовых, Морозовых, Шеффелей, нач. XX в.
- Деревянная резная калитка дачи Александренко, нач. XX в.
- Курганный могильник кривичей, XII в.
- Церковь Гребнёвской иконы Божией Матери
- Церковь Спаса Нерукотворного Образа в Клязьме
- Краеведческий музей посёлка Клязьма
- Краеведческий музей А. Ф. Малявко
- Закладной камень памятника Ю. А. Гагарину
- Мемориал воинам-клязьминцам, погибшим в Великой Отечественной войне
- Мемориал лётчику И. П. Грачёву
- Питомник водных растений А. М. Марченко